# Star Wars: TIE Fighter
Star Wars: Tie Fighter est un jeu vidéo de combat spatial développé par Totally Games et édité par LucasArts. Sorti en 1994 sur DOS et Macintosh, il fait suite au jeu vidéo Star Wars: X-Wing.
Le joueur incarne un pilote de l'Empire galactique amené à piloter différents vaisseaux afin de remplir les objectifs de chaque mission (par exemple détruire un objectif, protéger un convoi, etc.).

## Vaisseaux disponibles
Suivant les missions, le joueur pilote un certain type de vaisseau, chaque type ayant des caractéristiques de vitesse, d'armement et de résistance propres.
- TIE Fighter (chasseur TIE)
- TIE Bomber (bombardier TIE)
- TIE Interceptor (intercepteur TIE)
- Cygnus Missile Boat (torpilleur d'assaut XG-1)
- TIE Advanced (chasseur TIE avancé)
- TIE Defender (défenseur TIE)

## Musiques
La musique contient de nombreux thèmes issus de la trilogie originale. Néanmoins de nombreux motifs sombres car liés au côté obscur (comme celui de la Marche Impériale) sont utilisés ici comme motifs héroïques. Ceci est cohérent avec le thème du jeu, où le joueur incarne un pilote impérial de TIE Fighter.
Dans le jeu, la musique jouée lors des séquences de vol utilise le moteur de jeu iMuse. Celui-ci utilise des leitmotivs pour faire varier la musique jouée lors des missions en fonction des actions du joueur. Par exemple, un motif particulier est joué lorsque le joueur remporte une victoire, lorsque la mission a échoué, lorsque le vaisseau Impérial ou rebelle se rend dans hyperespace... Ce procédé se rapproche ainsi de l'utilisation des leitmotivs dans la musique du film original, tout en rendant les séquences musicales légèrement différentes à chaque mission.